# Casatejada
Casatejada è un comune spagnolo di 1 242 abitanti situato nella comunità autonoma dell'Estremadura.